# Giuliano Pisapia
Giuliano Pisapia (ur. 20 maja 1949 w Mediolanie) – włoski prawnik i polityk, parlamentarzysta, od 2011 do 2016 burmistrz Mediolanu, poseł do Parlamentu Europejskiego IX kadencji.

## Życiorys
Ukończył liceum klasyczne, kształcił się w zakresie medycyny. Udzielał się we Włoskim Czerwonym Krzyżu. Pracował w fabryce chemicznej, zakładzie poprawczym i jako urzędnik bankowy. W późniejszym czasie ukończył studia prawnicze, po czym podjął praktykę adwokacką, dołączając do firmy prawniczej swojego ojca. Jako adwokat brał udział m.in. w procesie przywódcy Partii Pracujących Kurdystanu Abdullaha Öcalana oraz w postępowaniach związanych ze śmiercią Carla Giulianiego. Bronił także lidera chadeków Arnalda Forlaniego w jednym z procesów związanych tzw. aferą Tangentopoli.
W 1996 i w 2001 z ramienia Odrodzenia Komunistycznego był wybierany do Izby Deputowanych XIII i XIV kadencji. W 2006 nie ubiegał się o reelekcję. W 2011 wystartował w wyborach na urząd burmistrza Mediolanu z poparciem lewicowego ugrupowania Lewica, Ekologia, Wolność, a następnie także ugrupowań centrolewicy. W drugiej turze głosowania otrzymał poparcie 55% głosujących, pokonując dotychczasową centroprawicową burmistrz, Letizię Moratti. W 2016 nie ubiegał się o reelekcję.
W 2017 utworzył nowe ugrupowanie pod nazwą Campo Progressista. W 2019 z listy Partii Demokratycznej uzyskał mandat posła do Parlamentu Europejskiego IX kadencji.